# Bairgania
Bairgania là một thành phố và là một khu vực quy hoạch (notified area) của quận Sitamarhi thuộc bang Bihar, Ấn Độ.

## Nhân khẩu
Theo điều tra dân số năm 2001 của Ấn Độ, Bairgania có dân số 34.821 người. Phái nam chiếm 53% tổng số dân và phái nữ chiếm 47%. Bairgania có tỷ lệ 43% biết đọc biết viết, thấp hơn tỷ lệ trung bình toàn quốc là 59,5%: tỷ lệ cho phái nam là 53%, và tỷ lệ cho phái nữ là 32%. Tại Bairgania, 20% dân số nhỏ hơn 6 tuổi.